# Краснокутський Данило Михайлович

Данило Михайлович Краснокутський (30 грудня 1904 — 8 травня 1987) — радянський військовик-артилерист, брав участь у радянсько-фінській та німецько-радянській війні, генерал-майор артилерії.

## Життєпис
Народився 30 грудня 1904 року в селі Крива Руда Полтавської губернії Російської імперії. Українець.
У жовтні 1923 був призваний на службу в РСЧА. У 1926 році закінчив Сумську військову піхотну школу імені М. В. Фрунзе, в 1931 році — Московську артилерійську школу, в 1937 році — артилерійські курси удосконалення командного складу. Служив на командних посадах в піхотних і артилерійських частинах Червоної Армії.
Брав участь в боях радянсько-фінської війни, будучи начальником штабу 70-го гаубичного артилерійського полку.
Початок німецько-радянської війни Д. М. Краснокутський зустрів на посаді командира 260-го гаубичного артилерійського полку Ленінградського військового округу. Брав участь в обороні Ленінграда. У лютому 1942 року він командував артилерією спочатку 291-ї стрілецької дивізії, а потім 20-ї Стрілецької дивізії військ НКВС СРСР. У жовтні 1942 року Краснокутський був призначений заступником командувача артилерією 67-ї армії Ленінградського фронту. Під його керівництвом артилерійські частини брали участь в обороні Ленінграда, боях на Невському п'ятачку, охорони «Дороги життя», прориві блокади Ленінграда.
Після прориву блокади полковник Данило Краснокутський був призначений на посаду командира 28-ї артилерійської дивізії, а з 6 липня 1943 року командував 31-ю артилерійською дивізією Резерву Головного Командування. Під його командуванням дивізія брала участь в Курській битві, битві за Дніпро, звільненні Києва. 28 вересня 1943 року Краснокутському було присвоєно військове звання генерал-майора артилерії .
З вересня 1944 року Краснокутський командував 31-ю артилерійською дивізією прориву Резерву Головного Командування. На її чолі брав участь у звільненні Польщі, Чехословаччини, боях в Німеччині.
Після закінчення війни Краснокутський продовжив службу в Радянській Армії. У 1952 році закінчив Вищі академічні курси при Військовій академії Генерального штабу.
У листопаді 1953 року Данило Михайлович Краснокутський вийшов у запас. Проживав у Києві. Помер 8 травня 1987 року, похований на Лук'янівському військовому кладовищі Києва.

## Нагороди
Був нагороджений двома орденами Леніна, п'ятьма орденами Червоного Прапора, орденами Кутузова 2-го ступеня, Олександра Невського, Вітчизняної війни 1-го ступеня і Червоної Зірки а також іноземними нагородами